# Johann Adam Förster
Johann Adam Förster (* 27. August 1795 in Grüsselbach; † 22. März 1890 in New York) war ein deutscher Verleger und Politiker. Er war einer der Begründer der demokratischen Zeitung Teutsches Volksblatt, die 1832 in Fulda erschien.
Förster studierte Nationalökonomie, Landwirtschaft und Jura an den Universitäten in  Würzburg, Jena und Marburg. Während seines Studiums wurde er Mitglied mehrerer Burschenschaften: Alte Bonner Burschenschaft/Allgemeinheit (1819), Alte Würzburger Burschenschaft (1820), Burschenschaft Arminia Aschaffenburg (1820, Mitstifter), Jenaische Burschenschaft (1821), Alte Marburger Burschenschaft Germania (1823).  Als Burschenschafter wurde er 1823 verhaftet und sechs Jahre inhaftiert.
Er wurde 1846 Bürgermeister von Hünfeld.
Zur Zeit der Deutschen Revolution (1848) war er einer der herausragenden Persönlichkeiten im Vorparlament, der deutschen Nationalversammlung in der Frankfurter Paulskirche. Dort gehörte er der linken Fraktion Deutscher Hof an. Außerdem war er von 1848 bis 1850 Mitglied der kurhessischen Ständeversammlung.
Nach dem Scheitern der Revolution musste Förster Hünfeld fluchtartig verlassen, er hielt sich kurz in Buttlar (gehörte damals zu Weimar) auf. Später wanderte er nach Amerika aus.